# Нарасімхадева I
Нарасімха Дева I (орія ପ୍ରଥମ ଲାଙ୍ଗୂଳା ନରସିଂହ ଦେବ) — цар Східних Гангів.

## Правління
Нарасімхадева здобув перемогу над мусульманськими силами Бенгалії, які постійно атакували володіння Східних Гангів з часів правління батька Нарасімхадеви Анангабхіми Деви III. Окрім того він збудував храм сонця в Конарку у пам'ять про перемогу над мусульманами. До його архітектурних здобутків також належать форт Райбанья в окрузі Баласор і храм Кхірачора Гопінатха у Ремуні.